# Cantù
Cantù [kanˈtu] – miasto i gmina we Włoszech, w regionie Lombardia, w prowincji Como.
Według danych na rok 2004 gminę zamieszkiwały 35 172 osoby, 1529,2 os./km².
W miejscowości znajduje się stacja kolejowa Cantù.

## Miasta partnerskie
- Villefranche-sur-Saône, Francja
- Dumfries, Wielka Brytania